# NGC 4109
NGC 4109 é uma galáxia espiral (Sa) localizada na direcção da constelação de Canes Venatici. Possui uma declinação de +42° 59' 46" e uma ascensão recta de 12 horas, 06 minutos e 51,1 segundos.
A galáxia NGC 4109 foi descoberta em 21 de Abril de 1851 por William Parsons.